# Quironomia
La quironomia és la utilització de moviments manuals per part del director, per significar els elements rítmics de l'obra musical i els seus diferents matisos, a fi d'aconseguir la més perfecta interpretació. La quironomia del cant gregorià es basa en el marcatge dels temps compostos per ser aquests els que deixen percebre amb més claredat les pulsacions del moviment rítmic.